# Hippolyte Daeye

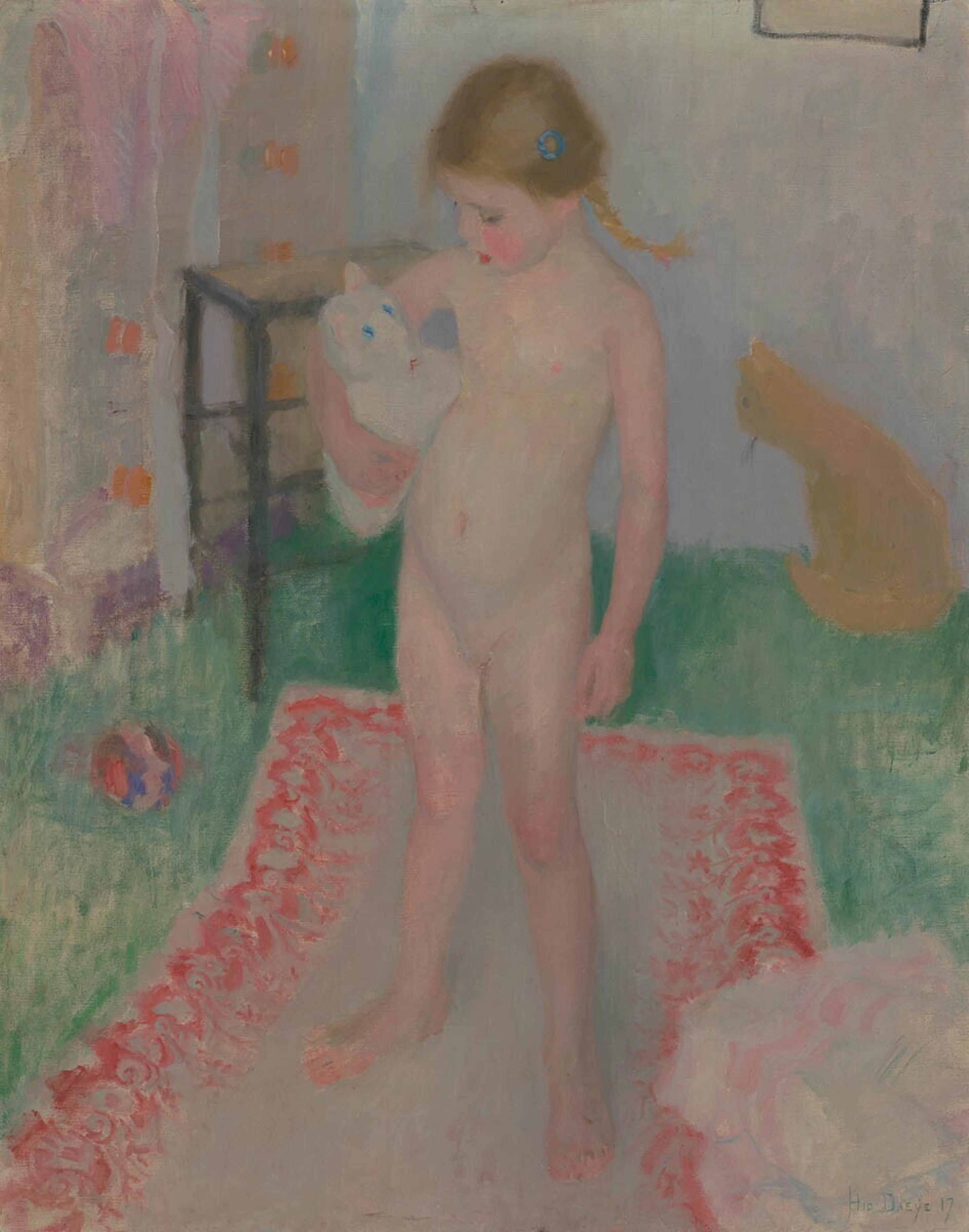
Portrait de la fille de l'artiste, 1917.

Hippolyte Daeye (ou D'Haeye), né le 16 mars 1873 à Gand et mort le 18 septembre 1952  à Anvers, est un peintre belge, réaliste, impressionniste puis expressionniste.

## Biographie
Hippolyte Adhémar Joseph D'Haeye, né le 16 mars 1873 à Gand, est le fils de Léonard D'Haeye, commerçant nanti, et de Justine Schockeel. Le 14 janvier 1902, il épouse à Gand Marie Tytgat.
Il étudie la peinture à l'Académie royale des Beaux-Arts de Gand (1896-1899) où il est l'élève de Jean Delvin. Á partir de 1900, il poursuit sa formation à l'Institut supérieur des Beaux-Arts d'Anvers. Il voyage également en Italie, en France, en Allemagne, en Espagne et au Maroc pour s'instruire.
Les premières œuvres de Daeye sont réalisées dans un style réaliste, avec des portraits et des paysages détaillés représentant la typicité de la campagne flamande.
Pendant la Première Guerre mondiale, il s'exile en Angleterre de 1914 à 1920 à la suite de l'invasion de la Belgique par l'armée allemande. C'est là qu'il se lie d'amitié avec Gustave Van de Woestyne, Edgard Tytgat et Constant Permeke. Il y découvre l'impressionnisme ainsi que l'art de James Whistler et de William Turner à qui il doit sa perpétuelle quête d'intériorité et son dédain pour le spectaculaire. Il se détache alors du réalisme pour s'orienter vers l'impressionnisme.  
Il s'intègre ensuite aux groupes « Les Compagnons de l'Art » et « Kunst van Heden » (l'Art d'aujourd'hui). Dans l'entre-deux-guerres, il organise des expositions de cercles artistiques et des expositions sur ses propres œuvres notamment en 1924 à la galerie Le Centaure. Il participe au mouvement expressionniste flamand en vogue au sein de l'École de Laethem-Saint-Martin et a pour camarades de route, Frits Van den Berghe, Gustave de Smet, Gustave Van de Woestyne et Edgard Tytgat et Constant Permeke.  
Influencé dans son style par la facture du peintre Amedeo Modigliani dans l'immédiate après guerre, il apparaît lui-même comme un solitaire mélancolique. Il peint alors avec sensibilité principalement des femmes et des enfants (parfois dans leur enveloppe corporelle) aux visages asymétriques dont les contours sont flous et les traits simplifiés. Il choisit des tonalités et des effets lumineux très riches.
Il était membre de l'Académie royale flamande de Belgique.
Il a notamment  exposé ses œuvres à Bruxelles, Anvers, Gand, New York et Stockholm. Les musées de Bruxelles, Anvers, Gand, Bruges, Liège, Laethem-Saint-Martin (Musée Dhondt-Dhaenens), Ostende, La Haye (Gemeentemuseum), Rotterdam (Musée Boijmans Van Beuningen), Paris (Centre Pompidou et Musée national d'Art Moderne), Grenoble, Belgrade et Tel Aviv ont acquis ses œuvres.

## Sélection d'œuvres
- La vieille Dame, huile sur toile, 1921.
- Jeune Paysanne, huile sur toile, 1924.
- La Jeune fille aux tresses, huile sur toile 1924.
- Rêverie, huile sur toile, Musées royaux des Beaux-Arts de Belgique, Bruxelles, 1924.
- Enfant nu,  huile sur toile, Centre Pompidou, Paris, vers1925.
- L'enfant avec les manches vertes, huile sur toile, Musée Dhondt-Dhaenens, Laethem-Saint-Martin, 1926.
- Le Bienheureux, huile sur toile, Musées royaux des Beaux-Arts de Belgique, Bruxelles, 1927.
- Nu assis, huile sur toile Musée Groeninge de Bruges, 1929.

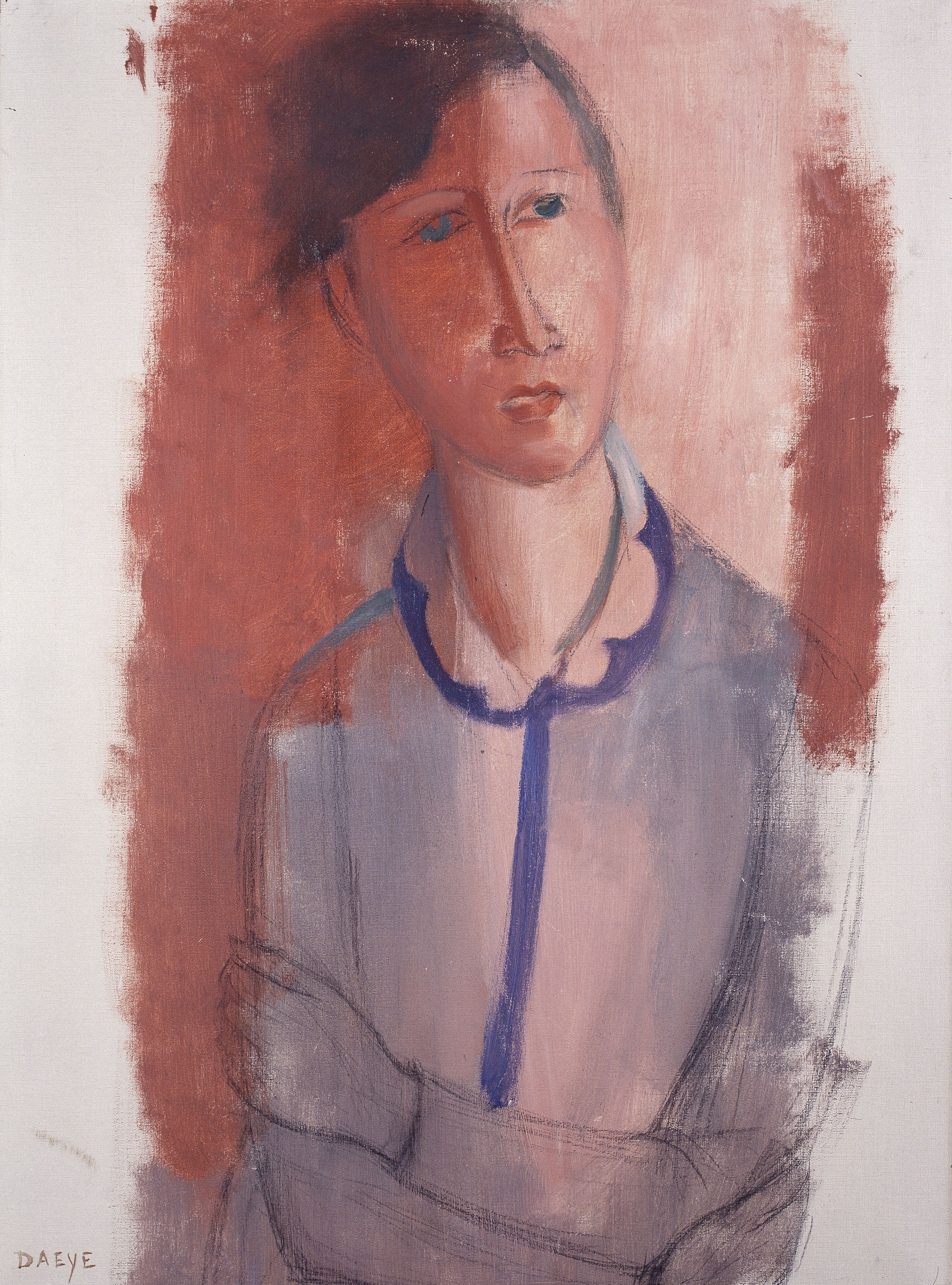
Portrait d'une jeune femme (1933), Musée des Beaux-Arts de Gand.

- Portrait d'une jeune femme (1933), Musée des Beaux-Arts de Gand.Portrait d'une jeune femme, huile sur toile, Musée des Beaux-Arts de Gand, 1929.
- Le Garçonnet, huile sur toile, 1930.
- La Fillette, huile sur toile, 1930.
- Peintre à l'atelier, huile sur toile, 1930.
- Autoportrait ou L'artiste dans son atelier, huile sur toile, Musée Groeninge de Bruges,1930.

## Hommage et distinction
Une rétrospective de ses œuvres a eu lieu au Musée royal des Beaux-Arts d'Anvers en 1964.
Il a reçu la distinction suivante :
- Chevalier de l'ordre de Léopold en 1922 (Belgique).